# Маркос Сапата

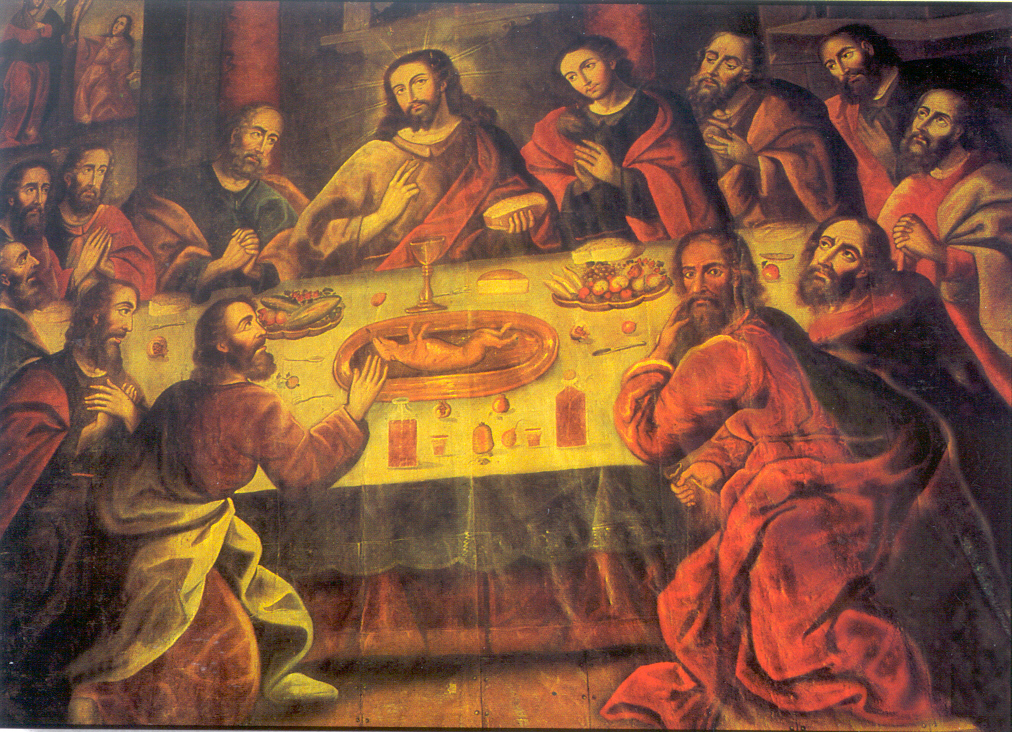
Маркос Сапата. «Тайная Вечеря», 1753 год
Собор Успения Богородицы, Куско

Ма́ркос Сапа́та (исп. Marcos Zapata, ок. 1710—1773), также называемый Маркос Сапакa Инка — перуанский художник, происходивший из народа кечуа и родившийся в Куско.

## Биография и творчество
Один из последних представителей школы Куско, художественного направления, в котором испанские мастера обучали местных жителей техникам религиозной живописи. Сапата вводил в свои картины элементы из перуанского быта. Так в его работе 1753 года, посвящённой Тайной вечере, Иисус и его ученики собрались вокруг стола с жареной морской свинкой (куй) и сосудами с чичей.
Между 1748 и 1764 годом создал не менее 200 живописных работ. 24 из них, иллюстрировавших жизнь Святого Франциска, были написаны для Ордена капуцинов в Сантьяго (Чили). Он написал 50 изображений Литании Богородице для Собора Успения Богородицы в Куско. В его палитре преобладали синий и красный цвет.
Его стиль сложился между 1748 и 1773 годом. Он известен своими красивыми изображениями Святой Девы, почти всегда окружённой херувимами. Сапата использовал аллегорические сюжеты в написании своих Мадонн. Его композиции были просты в толковании религиозных сюжетов, делая их доступными для широкой аудитории.
Для Ордена иезуитов Сапата создал другую похожую серию картин совместно со своим учеником Сиприано Гутьерресом. Она включала в себя изображение Святой Девы на престоле, которое Сапата закончил в 1764 году для церкви Пресвятой Матери Альмудены в Куско. Этот величественный образ пользовался популярностью, судя по большому количеству копий и вариантов.

## Признание и наследие
Слава Сапаты превзошла границы его родного Куско, распространяясь через Перу в Чили и северную Аргентину. Он имел последователей и учеников, среди которых — Антонио Вилька и Игнасио Чакон.